# Мушкино
Му́шкино (рос. Мушкино) — село у складі Чаїнського району Томської області, Росія. Входить до складу Підгорнського сільського поселення.

## Населення
Населення — 288 осіб (2010; 278 у 2002).
Національний склад (станом на 2002 рік):
- росіяни — 96 %